# Sexto Júlio Julo
Sexto Júlio Julo (em latim: Sextus Iulius Iullus) foi um político da gente Júlia nos primeiros anos da República Romana eleito tribuno consular em 424 a.C.. É provável que ele seja irmão de Lúcio Júlio Julo e filho de Vopisco Júlio Julo, cônsul em 473 a.C..

## Tribunato consular (424 a.C.)
Em 424, Sexto Júlio foi eleito tribuno consular novamente, desta vez com Lúcio Sérgio Fidenato, Ápio Cláudio Crasso e Espúrio Náucio Rutilo.
Durante o ano foram instituídos grandes jogos para festejar a vitória sobre Veios e Fidenas nos dois anos anteriores. Candidatos plebeus, com o apoio dos tribunos da plebe, entraram em campanha para as eleições do ano seguinte. O Senado e os tribunos consulares, num encontro secreto sem a presença dos tribunos da plebe, decidiu que cônsules seriam eleitos para o ano seguinte, excluindo a possibilidade de se eleger um plebeu. Para evitar protestos dos tribunos da plebe contra a decisão, Senado envia os tribunos consulares para investigarem um possível abuso dos volscos contra os hérnicos e deixam Roma aos cuidados de Ápio Cláudio, conhecido por sua antipatia em relação aos tribunos da plebe pelo tratamento que deram ao seu pai.